# Norderstapel
Norderstapel är en ortsteil i kommunen Stapel i Kreis Schleswig-Flensburg i förbundslandet Schleswig-Holstein i Tyskland. Norderstapel var en kommun fram till den 1 mars 2018 när den uppgick i Stapel. Norderstapel hade 767 invånare 2017.